# Elecciones estatales de Minas Gerais de 2022
Las elecciones estatales de Minas Gerais de 2022 se llevaron a cabo el 2 de octubre de dicho año, siendo parte de las elecciones generales de Brasil. Los ciudadanos del estado eligieron gobernador, un senador, 53 diputados federales y 77 diputados estatales. El proceso electoral de 2022 está marcado por la sucesión para el cargo ocupado por el actual gobernador Romeu Zema, del Partido Nuevo, que está elegível para un segundo mandato y pretende concursar a la reelección. Para la elección a Senado Federal, está en disputa la vacante ocupada por Alexandre Silveira, del PSD, que tomó posesión del mandato en febrero de 2022 con la renuncia del titular electo en 2014, Antonio Anastasia, que asumió el cargo de ministro del Tribunal de Cuentas de la Unión.
El gobernador y el vicegobernador elegidos en esta elección servirán unos días más. Esto se debe a la Enmienda Constitucional n.º 111, que modificó la Constitución y estipuló que el mandato de los gobernadores de los estados y del Distrito Federal debía comenzar el 6 de enero después de la elección. Sin embargo, los candidatos electos en esta elección tomarán posesión el 1 de enero de 2023 y entregarán su cargo el 6 de enero de 2027.

## Calendario electoral
| Calendario electoral       | Calendario electoral                                                                 |
| -------------------------- | ------------------------------------------------------------------------------------ |
| 15 de mayo                 | Inicio del financiamineto de precandidatos                                           |
| 20 de julio al 5 de agosto | Convenciones partidarias para elegir candidatos y coaliciones                        |
| 2 de octubre               | Primera vuelta de las elecciones                                                     |
| 7 al 28 de octubre         | Publicidad electoral gratuita en radio y televisión sobre una posible segunda vuelta |
| 30 de octubre              | Segunda vuelta electoral                                                             |
| hasta el 19 de diciembre   | Graduación de los elegidos por la Justicia Electoral                                 |

## Candidatos a gobernador
Las convenciones del partido comenzaron el 20 de julio y se prolongaron hasta el 5 de agosto. Los siguientes partidos políticos han confirmado sus candidaturas. Los partidos políticos tenían hasta el 15 de agosto de 2022 para registrar formalmente a sus candidatos.

### Candidatos oficiales
Los partidos políticos tuvieron hasta el 15 de agosto de 2022 para registrar formalmente a sus candidatos. Las siguientes fórmulas electorales confirmaron sus candidaturas a la gobernación:
Nota: el siguiente cuadro está organizado en orden alfabético de candidatos, según el nombre registrado en el Tribunal Electoral.      Candidato electo
| Candidatos   | Candidatos             | Candidatos       | Candidatos                       | N  | Coalición / Federación                                                    | Tiempo en franja |
| Gobernador/a | Gobernador/a           | Vicegobernador/a | Vicegobernador/a                 | N  | Coalición / Federación                                                    | Tiempo en franja |
| ------------ | ---------------------- | ---------------- | -------------------------------- | -- | ------------------------------------------------------------------------- | ---------------- |
|              | Cabo Tristão PMB       |                  | Antônio Otávio PMB               | 35 |                                                                           |                  |
|              | Carlos Viana 'PL'      |                  | Coronel Wanderley 'Republicanos' | 22 | Lealdad por Minas PL, REP, PRTB                                           | 1m38s            |
|              | Indira Xavier UP       |                  | Edna da Izidora UP               | 80 |                                                                           |                  |
|              | Lourdes Francisco PCO  |                  | Sebastião Pessoa PCO             | 29 |                                                                           |                  |
|              | Lorene Figueiredo PSOL |                  | Ana Azevedo PSOL                 | 50 | Fed. (PSOL, REDE)                                                         | 25s              |
|              | Marcus Pestana PSDB    |                  | Paulo Brant PSDB                 | 45 | El Futuro en Nuestras Manos Fed. (PSDB, Cidadania), PDT                   | 1m41s            |
|              | Alexandre Kalil PSD    |                  | André Quintão PT                 | 55 | Juntos por el Pueblo de Minas Gerais PSD, FE Brasil (PT/PCdoB/PV), PSB    | 3m18s            |
|              | Renata Regina PCB      |                  | Tuani Guimarães PCB              | 21 |                                                                           |                  |
|              | Vanessa Portugal PSTU  |                  | Jordano Metalúrgico PSTU         | 16 |                                                                           |                  |
|              | Romeu Zema NOVO        |                  | Professor Mateus NOVO            | 30 | Minas en los Rieles NOVO, Avante, PP, SD, PODE, PATRI, PMN, MDB, DC, Agir | 2m51s            |

### Candidatos que declinaron
- Saraiva Felipe (PSB) - Diputado Federal por Minas Gerais (1995–2019) y Ministra de Salud (2005–2006). El Partido Socialista Brasileño renunció a la precandidatura del exministro al gobierno del estado para apoyar a Alexandre Kalil.[37]
- Miguel Corrêa (PDT) - Ex secretario de Estado de Deportes en Minas Gerais durante la administración de Fernando Pimentel (PT) y diputado federal por tres legislaturas (2007 a 2019), Corrêa se retiró de la carrera alegando razones particulares, entre ellas, especialmente, el proceso de la separación de su expareja. Además, Corrêa fue condenado recientemente por el Tribunal Superior Electoral a suspender sus derechos políticos por 8 años por abuso de poder económico.[38][39]

## Candidatos al Senado Federal
Las convenciones del partido comenzaron el 20 de julio y se prolongaron hasta el 5 de agosto. Los siguientes partidos políticos ya han confirmado sus candidaturas. Los partidos políticos tienen hasta el 15 de agosto de 2022 para registrar formalmente a sus candidatos.

### Candidaturas confirmadas
Nota: el siguiente cuadro está organizado en orden alfabético de candidatos, según el nombre registrado en el Tribunal Electoral.
     Candidato electo
| Senador               | Senador                           | Senador | Suplentes                       | Suplentes | Suplentes | Nª  | Coalición / Federación                                                    | Tiempo en franja |
| Candidato             | Partido                           | Partido | Candidatos                      | Partido   | Partido   | Nª  | Coalición / Federación                                                    | Tiempo en franja |
| --------------------- | --------------------------------- | ------- | ------------------------------- | --------- | --------- | --- | ------------------------------------------------------------------------- | ---------------- |
| Alexandre Silveira    |                                   | PSD     | 1° suplente: Virgílio Guimarães |           | PT        | 555 | Juntos por el Pueblo de Minas Gerais PSD, FE Brasil (PT/PCdoB/PV), PSB    | 1m50s            |
| Alexandre Silveira    | 2ª suplente: Professora Cida Lima | PSD     |                                 |           | PT        | 555 | Juntos por el Pueblo de Minas Gerais PSD, FE Brasil (PT/PCdoB/PV), PSB    | 1m50s            |
| Bruno Miranda         |                                   | PDT     | 1° suplente: Henrique Braga     |           | PSDB      | 123 | El Futuro en Nuestras Manos Fed. (PSDB, Cidadania), PDT                   | 55s              |
| Bruno Miranda         | 2° suplente: Ivayr Soalheiro      | PDT     |                                 | PDT       |           | 123 | El Futuro en Nuestras Manos Fed. (PSDB, Cidadania), PDT                   | 55s              |
| Cleitinho Azevedo     |                                   | PSC     | 1° suplente: Alex Diniz         |           | PSC       | 200 |                                                                           | 10s              |
| Cleitinho Azevedo     | 2° suplente: Wander de Sousa      | PSC     |                                 |           | PSC       | 200 |                                                                           | 10s              |
| Dirlene Marques       |                                   | PSTU    | 1° suplente: Victoria Mello     |           | PSTU      | 161 |                                                                           |                  |
| Dirlene Marques       | 2° suplente: Adriano Cavalheiro   | PSTU    |                                 |           | PSTU      | 161 |                                                                           |                  |
| Irani Gomes           |                                   | PRTB    | 1° suplente: Petrônio           |           | PRTB      | 280 |                                                                           |                  |
| Irani Gomes           | 2° suplente: Oseas Soares         | PRTB    |                                 |           | PRTB      | 280 |                                                                           |                  |
| Marcelo Aro           |                                   | PP      | 1ª suplente: Camila Soares      |           | Avante    | 111 | Minas en los Rieles NOVO, Avante, PP, SD, PODE, PATRI, PMN, MDB, DC, Agir | 1m37s            |
| Marcelo Aro           | 2° suplente: Teteco               | PP      |                                 | MDB       |           | 111 | Minas en los Rieles NOVO, Avante, PP, SD, PODE, PATRI, PMN, MDB, DC, Agir | 1m37s            |
| Naomi de Almeida      |                                   | PCO     | 1° suplente: Antônio Barnabé    |           | PCO       | 290 |                                                                           |                  |
| Naomi de Almeida      | 2ª suplente: Dalila de Almeida    | PCO     |                                 |           | PCO       | 290 |                                                                           |                  |
| Pastor Altamiro Alves |                                   | PTB     | 1° suplente: Leonardo Soltz     |           | PTB       | 142 |                                                                           | 12s              |
| Pastor Altamiro Alves | 2° suplente: Julio Hubner         | PTB     |                                 |           | PTB       | 142 |                                                                           | 12s              |
| Sara Azevedo          |                                   | PSOL    | 1° suplente: Artur Duarte       |           | PSOL      | 500 | Fed. (PSOL, REDE)                                                         | 13s              |
| Sara Azevedo          | 2° suplente: Manoel Cipriano      | PSOL    |                                 |           | PSOL      | 500 | Fed. (PSOL, REDE)                                                         | 13s              |

### Candidatos que declinaron
- Reginaldo Lopes (PT) - Diputado Federal por Minas Gerais (2003 – actualidad ). Lopes se retiró de su candidatura para ser coordinador de la campaña presidencial de Lula 2022 en Minas Gerais e interlocutor de la alianza con el Partido Socialdemócrata (PSD), facilitando así el apoyo del PT a la candidatura de Alexandre Kalil y Alexandre Silveira.[54]
- Paulo Piau (MDB) - Alcalde de Uberaba (2013–2021). Su precandidatura fue retirada por la dirección del partido en plena convención, y su partido optó por apoyar al candidato Marcelo Aro (PP) para la elección en el Senado, aunque se quedaron con la plaza para ser el segundo suplente.[55]
- Arcanjo Pimenta (MDB) - Militante afro MDB. El día de la convención, Arcanjo Pimenta decidió retirar su candidatura al Senado para apoyar al candidato Marcelo Aro (PP), y poco después se lanzó como candidato a diputado federal, no logrando quedar electo.[56][57]
- Aécio Neves (PSDB) – Diputado Federal por Minas Gerais (2019– actualidad ). En sus redes sociales, Aécio Neves decidió renunciar a su precandidatura a senador para apoyar la candidatura de Bruno Miranda (PDT) y también para fortalecer la candidatura de Marcus Pestana (PSDB) para el gobierno de Minas Gerais. Decidió postularse a la reelección para Diputado Federal.[58]
- Marcelo Álvaro Antônio (PL) – Ministro de Turismo (2019 – 2020) y Diputado Federal por Minas Gerais (2015 – actualidad ). Después de algunas conversaciones, la candidatura de Carlos Viana (PL) decidió apoyar la candidatura de Cleitinho Azevedo (PSC) para el Senado Federal, impidiendo así la candidatura de Marcelo Álvaro Antônio (PL).[59]

## Debates
Los debates televisados están programados para realizarse entre el 7 de agosto y el 27 de septiembre de 2022 en primera vuelta. Los locutores optaron por invitar solo a los candidatos que estaban bien ubicados en las encuestas.
| Fecha       | organizadores                                                | Mediador         | Zema (NOVO) | Kalil (PSD) | Viana (PL) | Lorene (PSOL) | Pestana (PSDB) |
| ----------- | ------------------------------------------------------------ | ---------------- | ----------- | ----------- | ---------- | ------------- | -------------- |
| 08/07, 21h  | TV Bandeirantes Minas y TV Bandeirantes Triângulo            | Adriana Araújo   | A           | P           | P          | P             | P              |
| 17/9, 18:30 | TV Alterosa y Estado de Minas                                | Carolina Saraiva | A           | P           | P          | P             | P              |
| 27/9, 22:30 | TV Globo Minas, InterTV dos Vales, InterTV Grande Minas y G1 | Liliana Junger   | NI          | NI          | NI         | NI            | NI             |

## Encuestas de opinión

### Gobernador

Candidato más votado por municipio (853):
Alexandre Silveira (371)
Cleitinho Azevedo (367)
Marcelo Aro (115)

La primera ronda está programada para el 2 de octubre de 2022.
| Encuestadora                | Fecha | Muestra | Zema NOVO | Kalil PSD | Viana PL | Pestana PSDB                                                                                                   | Renata PCB | Vanessa PSTU                                                                                                   | Lorene PSOL | Otros | NS/NR | Ventaja |    |    |    |    |     |     |
| --------------------------- | --- | --- | --- | --- | --- | --- | --- | --- | --- | --- | --- | --- | -- | -- | -- | -- | --- | --- |
| Encuestadora                | Fecha | Muestra | Datafolha | 27–29 de setembro de 2022                                                                                      | 1.500 | 50% | 30% | 4% | 1% | Otros | NS/NR | Ventaja | 1% | 1% | 0% | 1% | 13% | 20% |
| Atlasintel                  | 23–27 de setembro de 2022                                                                                      | 2.200 | 49,6% | 34,8% | 4,4% | 0,5% | 0,1% | 0,1% | 0,7% | 0,7% | 9,2% | 14,8% |    |    |    |    |     |     |
| Globo/Ipec                  | 24–26 de setembro de 2022                                                                                      | 2.000 | 45% | 34% | 3% | 1% | 1% | 1% | 1% | | 14% | 11% |    |    |    |    |     |     |
| Genial/Quaest               | 22–25 de setembro de 2022                                                                                      | 2.000 | 47% | 30% | 4% | 1% | 1% | 1% | 0% | 1% | 18% | 17% |    |    |    |    |     |     |
| Datafolha                   | 20–22 de setembro de 2022                                                                                      | 1.512 | 48% | 28% | 4% | 1% | 1% | 1% | 0% | 1% | 17% | 20% |    |    |    |    |     |     |
| Globo/Ipec                  | 17–19 de setembro de 2022                                                                                      | 2.000 | 46% | 29% | 4% | 1% | 1% | 1% | 1% | | 14% | 17% |    |    |    |    |     |     |
| Real Time Big Data          | 14–15 de setembro de 2022                                                                                      | 1.200 | 45% | 36% | 9% | 2% | 0% | 0% | 1% | | 7% | 9% |    |    |    |    |     |     |
| Datafolha                   | 13–15 de setembro de 2022                                                                                      | 1.212 | 53% | 25% | 5% | 1% | 1% | 1% | 0% | 1% | 14% | 28% |    |    |    |    |     |     |
| Datatempo                   | 5–9 de setembro de 2022                                                                                        | 1.500 | 52,5% | 21,9% | 3,3% | 0,9% | 0,3% | 0,4% | 0,3% | 1% | 10,8% | 30,6% |    |    |    |    |     |     |
| Genial/Quaest               | 3–6 de setembro de 2022                                                                                        | 2.000 | 48% | 27% | 2% | 1% | 1% | 1% | 0% | 1% | 18% | 21% |    |    |    |    |     |     |
| Globo/Ipec                  | 3–5 de setembro de 2022                                                                                        | 1.504 | 47% | 31% | 2% | 1% | 1% | 1% | 1% | | 16% | 14% |    |    |    |    |     |     |
| Datafolha                   | 30 de agosto–1 de setembro de 2022                                                                             | 1.212 | 52% | 22% | 4% | 1% | 1% | 2% | 1% | 1% | 15% | 30% |    |    |    |    |     |     |
| Globo/Ipec                  | 27–29 de agosto de 2022                                                                                        | 1.504 | 44% | 24% | 3% | 1% | 1% | 1% | 1% | 1% | 24% | 20% |    |    |    |    |     |     |
| AtlasIntel                  | 20–24 de agosto de 2022                                                                                        | 1.600 | 43,2% | 33,1% | 6,4% | 0,1% | 0,3% | 0,1% | 0,3% | 2,5% | 14,2% | 10,1% |    |    |    |    |     |     |
| Real Time Big Data          | 16–19 de agosto de 2022                                                                                        | 1.500 | 46% | 34% | 9% | 1% | 1% | 0% | 1% | | 4% | 12% |    |    |    |    |     |     |
| Modalmais/Futura            | 16–19 de agosto de 2022                                                                                        | 1.200 | 56,1% | 18,4% | 3,4% | 0% | 0% | 1% | 0% | | 18,9% | 37,7% |    |    |    |    |     |     |
| Datafolha                   | 16–18 de agosto de 2022                                                                                        | 1.216 | 47% | 23% | 5% | 2% | 2% | 2% | 1% | 2% | 18% | 24% |    |    |    |    |     |     |
| Datatempo                   | 11–16 de agosto de 2022                                                                                        | 2.000 | 46,2% | 21,6% | 3,4% | 1,2% | 0,6% | 1,2% | 0,4% | 0,4% | 24,6% | 24,6% |    |    |    |    |     |     |
| Globo/Ipec                  | 12–14 de agosto de 2022                                                                                        | 1.200 | 40% | 22% | 5% | 2% | 1% | 1% | 1% | 2% | 26% | 18% |    |    |    |    |     |     |
| Genial Quaest               | 6–9 de agosto de 2022                                                                                          | 2.000 | 46% | 24% | 6% | 1% | – | 2% | 1% | – | 21% | 22% |    |    |    |    |     |     |
| F5/EM                       | 25–28 de julho de 2022                                                                                         | 1.625 | 44,5% | 26,8% | 1,8% | 0,9% | 0,7% | 2,1% | 0,4% | 0,2% | 22,6% | 17,7% |    |    |    |    |     |     |
| Real Time Big Data          | 19–20 de julho de 2022                                                                                         | 1.500 | 44% | 33% | 8% | 2% | 0% | 1% | 1% | – | 11% | 11% |    |    |    |    |     |     |
| Real Time Big Data          | 19–20 de julho de 2022                                                                                         | 1.500 | 48% | 39% | – | – | – | – | – | – | 13% | 9% |    |    |    |    |     |     |
| DataTempo                   | 15–20 de julho de 2022                                                                                         | 2.000 | 48,3% | 23,2% | 3,7% | 1,2% | 1,8% | – | 0,8% | – | 21% | 25,1% |    |    |    |    |     |     |
| DataTempo                   | 15–20 de julho de 2022                                                                                         | 2.000 | 27,5% | 37,2% | 16% | – | – | – | – | [ 65 ] | 19,3% | 9,7% |    |    |    |    |     |     |
| 15 de julho de 2022         | Miguel Corrêa se retira de la carrera por el gobierno de Minas Gerais.                                         | Miguel Corrêa se retira de la carrera por el gobierno de Minas Gerais.                                         | Miguel Corrêa se retira de la carrera por el gobierno de Minas Gerais.                                         | Miguel Corrêa se retira de la carrera por el gobierno de Minas Gerais.                                         | Miguel Corrêa se retira de la carrera por el gobierno de Minas Gerais.                                         | Miguel Corrêa se retira de la carrera por el gobierno de Minas Gerais.                                         | Miguel Corrêa se retira de la carrera por el gobierno de Minas Gerais.                                         | Miguel Corrêa se retira de la carrera por el gobierno de Minas Gerais.                                         | Miguel Corrêa se retira de la carrera por el gobierno de Minas Gerais.                                         | Miguel Corrêa se retira de la carrera por el gobierno de Minas Gerais.                                         | Miguel Corrêa se retira de la carrera por el gobierno de Minas Gerais.                                         | Miguel Corrêa se retira de la carrera por el gobierno de Minas Gerais.                                         |    |    |    |    |     |     |
| Encuestadora                | Fecha | Muestra | Zema NOVO | Kalil PSD | Viana PL | Pestana PSDB                                                                                                   | Corrêa PDT | Vanessa PSTU                                                                                                   | Lorene PSOL | Otros | NS/NR | Ventaja |    |    |    |    |     |     |
| Encuestadora                | Fecha | Muestra | | | | | | | | Otros | NS/NR | Ventaja |    |    |    |    |     |     |
| Paraná Pesquisas            | 9–14 de julho de 2022                                                                                          | 1.640 | 45,7% | 27,4% | 6,4% | 0,7% | 0,9% | 1,8% | 0,1% | 1,1% | 16% | 18,3% |    |    |    |    |     |     |
| Instituto Equilíbrio Brasil | 5–7 de julho de 2022                                                                                           | 1.460 | 51,8% | 24,1% | 3,8% | 3,3% | 1,2% | – | – | – | 15,8% | 27,7% |    |    |    |    |     |     |
| EXAME/IDEIA                 | 1–6 de julho de 2022                                                                                           | 1.000 | 46% | 25% | 5% | 6% | 1% | 1% | 2% | 2% | 13% | 21% |    |    |    |    |     |     |
| Genial/Quaest               | 2–5 de julho de 2022                                                                                           | 1.480 | 44% | 26% | 2% | 1% | 1% | 1% | 1% | – | 24% | 18% |    |    |    |    |     |     |
| Genial/Quaest               | 2–5 de julho de 2022                                                                                           | 1.480 | 46% | 29% | 5% | – | – | – | – | – | 20% | 17% |    |    |    |    |     |     |
| Genial/Quaest               | 2–5 de julho de 2022                                                                                           | 1.480 | 26% | 42% | 15% | – | – | – | – | | 17% | 16% |    |    |    |    |     |     |
| Datafolha                   | 29 de junho–1 de julho de 2022                                                                                 | 1.204 | 48% | 21% | 4% | 1% | 2% | 3% | 1% | 3% | 18% | 27% |    |    |    |    |     |     |
| 28 de junho de 2022         | El Partido Socialista Brasileiro (PSB) decide retirar la precandidatura de Saraiva Felipe para apoyar a Kalil. | El Partido Socialista Brasileiro (PSB) decide retirar la precandidatura de Saraiva Felipe para apoyar a Kalil. | El Partido Socialista Brasileiro (PSB) decide retirar la precandidatura de Saraiva Felipe para apoyar a Kalil. | El Partido Socialista Brasileiro (PSB) decide retirar la precandidatura de Saraiva Felipe para apoyar a Kalil. | El Partido Socialista Brasileiro (PSB) decide retirar la precandidatura de Saraiva Felipe para apoyar a Kalil. | El Partido Socialista Brasileiro (PSB) decide retirar la precandidatura de Saraiva Felipe para apoyar a Kalil. | El Partido Socialista Brasileiro (PSB) decide retirar la precandidatura de Saraiva Felipe para apoyar a Kalil. | El Partido Socialista Brasileiro (PSB) decide retirar la precandidatura de Saraiva Felipe para apoyar a Kalil. | El Partido Socialista Brasileiro (PSB) decide retirar la precandidatura de Saraiva Felipe para apoyar a Kalil. | El Partido Socialista Brasileiro (PSB) decide retirar la precandidatura de Saraiva Felipe para apoyar a Kalil. | El Partido Socialista Brasileiro (PSB) decide retirar la precandidatura de Saraiva Felipe para apoyar a Kalil. | El Partido Socialista Brasileiro (PSB) decide retirar la precandidatura de Saraiva Felipe para apoyar a Kalil. |    |    |    |    |     |     |
| Encuestadora                | Fecha | Muestra | Zema NOVO | Kalil PSD | Viana PL | Pestana PSDB                                                                                                   | Corrêa PDT | Saraiva PSB | Lorene PSOL | Otros | NS/NR | Ventaja |    |    |    |    |     |     |
| Encuestadora                | Fecha | Muestra | | | | | | | | Otros | NS/NR | Ventaja |    |    |    |    |     |     |
| Instituto F5 Atualiza Dados | 13–16 de junho de 2022                                                                                         | 1.560 | 45,7% | 28,4% | 4,1% | 1,5% | 1,8% | 0,2% | 0,3% | 2,4% | 15,6% | 17,3% |    |    |    |    |     |     |
| DataTempo                   | 27 de maio–1 de junho de 2022                                                                                  | 2.000 | 45,7% | 22,1% | 4% | 1,6% | 1,4% | – | 1% | 2,1% | 22% | 23,6% |    |    |    |    |     |     |
| DataTempo                   | 27 de maio–1 de junho de 2022                                                                                  | 2.000 | 47,4% | 24,2% | – | 1,5% | 1,8% | – | 1,2% | 2,9% | 21% | 23,2% |    |    |    |    |     |     |
| DataTempo                   | 27 de maio–1 de junho de 2022                                                                                  | 2.000 | 24,4% | 40,4% | 15,5% | – | – | – | – | [ 71 ] | 19,7% | 16% |    |    |    |    |     |     |
| Real Time Big Data          | 27–28 de maio de 2022                                                                                          | 1.500 | 43% | 29% | 7% | 3% | 1% | 1% | 1% | [ 72 ] | 15% | 14% |    |    |    |    |     |     |
| Paraná Pesquisas            | 8–13 de maio de 2022                                                                                           | 1.680 | 46,8% | 26,8% | 5,4% | – | – | – | – | 2,8% | 18,2% | 20% |    |    |    |    |     |     |
| Paraná Pesquisas            | 8–13 de maio de 2022                                                                                           | 1.680 | 47,7% | 27,3% | 5,4% | – | – | – | – | 1,1% | 18,5% | 20,4% |    |    |    |    |     |     |
| Paraná Pesquisas            | 8–13 de maio de 2022                                                                                           | 1.680 | 48,5% | 27,5% | 5,5% | – | – | – | – | – | 18,6% | 21% |    |    |    |    |     |     |
| 10 de maio de 2022          | El Partido de la Social Democracia Brasileña (PSDB) rompe com Zema y lanza a Marcus Pestana como candidato.    | El Partido de la Social Democracia Brasileña (PSDB) rompe com Zema y lanza a Marcus Pestana como candidato.    | El Partido de la Social Democracia Brasileña (PSDB) rompe com Zema y lanza a Marcus Pestana como candidato.    | El Partido de la Social Democracia Brasileña (PSDB) rompe com Zema y lanza a Marcus Pestana como candidato.    | El Partido de la Social Democracia Brasileña (PSDB) rompe com Zema y lanza a Marcus Pestana como candidato.    | El Partido de la Social Democracia Brasileña (PSDB) rompe com Zema y lanza a Marcus Pestana como candidato.    | El Partido de la Social Democracia Brasileña (PSDB) rompe com Zema y lanza a Marcus Pestana como candidato.    | El Partido de la Social Democracia Brasileña (PSDB) rompe com Zema y lanza a Marcus Pestana como candidato.    | El Partido de la Social Democracia Brasileña (PSDB) rompe com Zema y lanza a Marcus Pestana como candidato.    | El Partido de la Social Democracia Brasileña (PSDB) rompe com Zema y lanza a Marcus Pestana como candidato.    | El Partido de la Social Democracia Brasileña (PSDB) rompe com Zema y lanza a Marcus Pestana como candidato.    | El Partido de la Social Democracia Brasileña (PSDB) rompe com Zema y lanza a Marcus Pestana como candidato.    |    |    |    |    |     |     |
| Encuestadora                | Fecha | Muestra | Zema NOVO | Kalil PSD | Viana PL | Janones AVANTE                                                                                                 | Salabert PDT                                                                                                   | Lopes PT | Lacerda IND | Otros | NS/NR | Ventaja |    |    |    |    |     |     |
| Encuestadora                | Fecha | Muestra | | | | | | | | Otros | NS/NR | Ventaja |    |    |    |    |     |     |
| Genial/Quaest               | 7–10 de maio de 2022                                                                                           | 1.480 | 41% | 30% | 9% | – | – | – | – | – | 21% | 11% |    |    |    |    |     |     |
| Genial/Quaest               | 7–10 de maio de 2022                                                                                           | 1.480 | 22% | 43% | 16% | – | – | – | – | [ 77 ] | 19% | 21% |    |    |    |    |     |     |
| DataTempo                   | 30 de abril–5 de maio de 2022                                                                                  | 2.000 | 43,5% | 22,8% | 4,2% | – | – | – | – | – | 13,1% | 20,7% |    |    |    |    |     |     |
| Itatiata / Instituto Ver    | 14–17 de abril de 2022                                                                                         | 1.500 | 44% | 22% | 5% | – | – | – | – | – | 29% | 22% |    |    |    |    |     |     |
| Itatiata / Instituto Ver    | 14–17 de abril de 2022                                                                                         | 1.500 | 32% | 33% | 13% | – | – | – | – | [ 78 ] | 22% | 1% |    |    |    |    |     |     |
| Quaest/Genial               | 11–16 de março de 2022                                                                                         | 1.480 | 34% | 21% | 5% | 7% | – | – | – | 10% | 23% | 13% |    |    |    |    |     |     |
| Quaest/Genial               | 11–16 de março de 2022                                                                                         | 1.480 | 40% | 26% | 6% | – | – | – | – | 4% | 24% | 14% |    |    |    |    |     |     |
| Quaest/Genial               | 11–16 de março de 2022                                                                                         | 1.480 | 42% | 28% | – | – | – | – | – | 6% | 24% | 14% |    |    |    |    |     |     |
| Quaest/Genial               | 11–16 de março de 2022                                                                                         | 1.480 | 49% | 33% | – | – | – | – | – | [ 82 ] | 18% | 16% |    |    |    |    |     |     |
| Quaest/Genial               | 11–16 de março de 2022                                                                                         | 1.480 | 35% | 49% | – | – | – | – | – | [ 83 ] | 16% | 14% |    |    |    |    |     |     |
| Real Time Big Data          | 12–15 de março de 2022                                                                                         | 1.500 | 40% | 23% | 4% | – | – | – | – | 5% | 28% | 17% |    |    |    |    |     |     |
| F5/EM                       | 14–17 de fevereiro de 2022                                                                                     | 1.560 | 46,8% | 17,4% | 3,7% | 7,3% | – | – | – | – | 24,8% | 29,4% |    |    |    |    |     |     |
| Paraná Pesquisas            | 3–5 de novembro de 2021                                                                                        | 1.540 | 46,5% | 22,5% | 2,2% | 5,7% | 2,8% | 2,1% | 1,7% | 1,4% | 15% | 24% |    |    |    |    |     |     |
| DataTempo/CP2               | 29 de outubro–3 de novembro de 2021                                                                            | 1.402 | 45,1% | 22,5% | – | – | – | 2,9% | – | 9,8% | 19,7% | 22,6% |    |    |    |    |     |     |
| DataTempo/CP2               | 24–27 de setembro de 2021                                                                                      | 1.392 | 40,4% | 19,1% | – | – | – | 4,2% | | 13,4% | 22,9% | 21,3% |    |    |    |    |     |     |
| Real Time Big Data          | 21–22 de setembro de 2021                                                                                      | 1.000 | 38% | 23% | 2% | 7% | – | 2% | – | 3% | 25% | 15% |    |    |    |    |     |     |
| DataTempo/CP2               | 17–20 de julho de 2021                                                                                         | 1.300 | 46,2% | 18,8% | – | – | – | 3,5% | – | 11,5% | 19,8% | 27,4% |    |    |    |    |     |     |
| DataTempo/CP2               | 17–20 de julho de 2021                                                                                         | 1.300 | 50,2% | 23,9% | – | – | – | 4,8% | – | 3,7% | 17,3% | 26,3% |    |    |    |    |     |     |

### Senador
| Encuestadora                    | Fecha | Muestra | Cleitinho PSC | Sara PSOL | Silveira PSD | Aro PP | Miranda PDT | Irani PRTB | Altamiro PTB | Dirlene PSTU | Otros | NS/NR | Ventaja |    |    |    |  |     |    |
| ------------------------------- | --- | --- | --- | --- | --- | --- | --- | --- | --- | --- | --- | --- | --- | -- | -- | -- |  | --- | -- |
| Encuestadora                    | Fecha | Muestra | Datafolha | 27–29 de setembro de 2022 | 1.500 | 26% | 2% | 17% | 12% | 3% | Otros | NS/NR | Ventaja | 0% | 2% | 0% |  | 36% | 9% |
| Globo/Ipec                      | 24–26 de setembro de 2022 | 2.000 | 23% | 3% | 21% | 12% | 3% | 1% | 3% | 1% | | 33% | 2% |    |    |    |  |     |    |
| Genial/Quaest                   | 22–25 de setembro de 2022 | 2.000 | 24% | 4% | 15% | 11% | 3% | – | – | – | 4% | 39% | 9% |    |    |    |  |     |    |
| Datafolha                       | 20–22 de setembro de 2022 | 1.512 | 20% | 4% | 13% | 10% | 3% | 1% | 3% | 1% | – | 34% | 7% |    |    |    |  |     |    |
| Globo/Ipec                      | 17–19 de setembro de 2022 | 2.000 | 23% | 4% | 18% | 11% | 3% | 2% | 3% | 2% | 1% | 34% | 5% |    |    |    |  |     |    |
| Real Time Big Data              | 14–15 de setembro de 2022 | 1.200 | 18% | 2% | 18% | 12% | 3% | 1% | 2% | 1% | | 43% | Empate |    |    |    |  |     |    |
| Datafolha                       | 13–15 de setembro de 2022 | 1.212 | 17% | 5% | 13% | 9% | 2% | 2% | 5% | 0% | 1% | 45% | 4% |    |    |    |  |     |    |
| Datatempo                       | 5–9 de setembro de 2022 | 1.500 | 19,3% | 3,2% | 8,6% | 7,1% | 2,2% | 1% | 3,9% | 0% | | 53,4% | 10,7% |    |    |    |  |     |    |
| Genial/Quaest                   | 3–6 de setembro de 2022 | 2.000 | 21% | 4% | 12% | 10% | 2% | 1% | 4% | 0% | | 45% | 9% |    |    |    |  |     |    |
| Globo/Ipec                      | 3–5 de setembro de 2022 | 1.504 | 18% | 4% | 13% | 10% | 4% | 2% | 4% | 1% | 1% | 44% | 5% |    |    |    |  |     |    |
| Datafolha                       | 30 de agosto–1 de setembro de 2022 | 1.212 | 14% | 6% | 9% | 7% | 6% | 3% | 5% | 1% | | 48% | 5% |    |    |    |  |     |    |
| Globo/Ipec                      | 27–29 de agosto de 2022 | 1.504 | 15% | 4% | 10% | 5% | 4% | 2% | 4% | 1% | | 54% | 5% |    |    |    |  |     |    |
| AtlasIntel                      | 20–24 de agosto de 2022 | 1.600 | 25,1% | 2,8% | 7,4% | 5,1% | 2,5% | 0,1% | 2% | 1,7% | | 53,2% | 17,7% |    |    |    |  |     |    |
| Real Time Big Data              | 16–19 de agosto de 2022 | 1.500 | 14% | 3% | 14% | 4% | 3% | 2% | 2% | 1% | | 57% | Empate |    |    |    |  |     |    |
| Datafolha                       | 16–18 de agosto de 2022 | 1.216 | 12% | 5% | 5% | 3% | 5% | 3% | 5% | 1% | 6% | 55% | 7% |    |    |    |  |     |    |
| Genial Quaest                   | 6–9 de agosto de 2022 | 2.000 | 19% | 6% | 8% | 4% | 5% | – | – | – | – | 56% | 11% |    |    |    |  |     |    |
| 30 de julho–4 de agosto de 2022 | Aécio Neves desiste de su precandidatura al Senado Federal. A chapa de Carlos Viana optou por apoiar a candidatura de Cleitinho Azevedo ao Senado Federal. Paulo Piau teve a pré-candidatura ao Senado retirada no dia da convenção do partido. | Aécio Neves desiste de su precandidatura al Senado Federal. A chapa de Carlos Viana optou por apoiar a candidatura de Cleitinho Azevedo ao Senado Federal. Paulo Piau teve a pré-candidatura ao Senado retirada no dia da convenção do partido. | Aécio Neves desiste de su precandidatura al Senado Federal. A chapa de Carlos Viana optou por apoiar a candidatura de Cleitinho Azevedo ao Senado Federal. Paulo Piau teve a pré-candidatura ao Senado retirada no dia da convenção do partido. | Aécio Neves desiste de su precandidatura al Senado Federal. A chapa de Carlos Viana optou por apoiar a candidatura de Cleitinho Azevedo ao Senado Federal. Paulo Piau teve a pré-candidatura ao Senado retirada no dia da convenção do partido. | Aécio Neves desiste de su precandidatura al Senado Federal. A chapa de Carlos Viana optou por apoiar a candidatura de Cleitinho Azevedo ao Senado Federal. Paulo Piau teve a pré-candidatura ao Senado retirada no dia da convenção do partido. | Aécio Neves desiste de su precandidatura al Senado Federal. A chapa de Carlos Viana optou por apoiar a candidatura de Cleitinho Azevedo ao Senado Federal. Paulo Piau teve a pré-candidatura ao Senado retirada no dia da convenção do partido. | Aécio Neves desiste de su precandidatura al Senado Federal. A chapa de Carlos Viana optou por apoiar a candidatura de Cleitinho Azevedo ao Senado Federal. Paulo Piau teve a pré-candidatura ao Senado retirada no dia da convenção do partido. | Aécio Neves desiste de su precandidatura al Senado Federal. A chapa de Carlos Viana optou por apoiar a candidatura de Cleitinho Azevedo ao Senado Federal. Paulo Piau teve a pré-candidatura ao Senado retirada no dia da convenção do partido. | Aécio Neves desiste de su precandidatura al Senado Federal. A chapa de Carlos Viana optou por apoiar a candidatura de Cleitinho Azevedo ao Senado Federal. Paulo Piau teve a pré-candidatura ao Senado retirada no dia da convenção do partido. | Aécio Neves desiste de su precandidatura al Senado Federal. A chapa de Carlos Viana optou por apoiar a candidatura de Cleitinho Azevedo ao Senado Federal. Paulo Piau teve a pré-candidatura ao Senado retirada no dia da convenção do partido. | Aécio Neves desiste de su precandidatura al Senado Federal. A chapa de Carlos Viana optou por apoiar a candidatura de Cleitinho Azevedo ao Senado Federal. Paulo Piau teve a pré-candidatura ao Senado retirada no dia da convenção do partido. | Aécio Neves desiste de su precandidatura al Senado Federal. A chapa de Carlos Viana optou por apoiar a candidatura de Cleitinho Azevedo ao Senado Federal. Paulo Piau teve a pré-candidatura ao Senado retirada no dia da convenção do partido. | Aécio Neves desiste de su precandidatura al Senado Federal. A chapa de Carlos Viana optou por apoiar a candidatura de Cleitinho Azevedo ao Senado Federal. Paulo Piau teve a pré-candidatura ao Senado retirada no dia da convenção do partido. |    |    |    |  |     |    |
| Encuestadora                    | Fecha | Muestra | Cleitinho PSC | Sara PSOL | Silveira PSD | Marcelo PL | Aro PP | Aécio PSDB | Piau MDB | Salabert PDT | Otros | NS/NR | Ventaja |    |    |    |  |     |    |
| Encuestadora                    | Fecha | Muestra | | | | | | | | | Otros | NS/NR | Ventaja |    |    |    |  |     |    |
| Real Time Big Data              | 19–20 de julho de 2022 | 1.500 | 10% | – | 11% | 3% | 1% | 16% | 2% | 7% | 0% | 50% | 5% |    |    |    |  |     |    |
| Real Time Big Data              | 19–20 de julho de 2022 | 1.500 | 12% | – | 13% | 4% | 2% | – | 4% | – | 0% | 55% | 1% |    |    |    |  |     |    |
| Real Time Big Data              | 19–20 de julho de 2022 | 1.500 | 9% | – | 21% | 14% | 10% | – | 3% | 9% | | 34% | 7% |    |    |    |  |     |    |
| DataTempo                       | 15–20 de julho de 2022 | 2.000 | 12,8% | 5,1% | 4,4% | 5% | 3,4% | 24,8% | – | – | – | 44,6% | 12% |    |    |    |  |     |    |
| Paraná Pesquisas                | 9–14 de julho de 2022 | 1.640 | 16,4% | 2,4% | 7,2% | 5,9% | 2,7% | 19% | – | 4,5% | 0,5% | 41,3% | 2,6% |    |    |    |  |     |    |
| Instituto Equilíbrio Brasil     | 5–7 de julho de 2022 | 1.460 | 19,2% | – | 6,3% | 2,4% | 0,6% | 8,3% | – | 7,2% | 10,9% | 45,1% | 8,3% |    |    |    |  |     |    |
| EXAME/IDEIA                     | 1–6 de julho de 2022 | 1.000 | 2% | 0,2% | 8% | 1% | 3% | 14% | 2% | 4% | 9,1% | 58% | 4,9% |    |    |    |  |     |    |
| Genial/Quaest                   | 2–5 de julho de 2022 | 1.480 | 19% | 4% | 7% | 3% | 2% | – | 3% | – | – | 62% | 12% |    |    |    |  |     |    |
| Genial/Quaest                   | 2–5 de julho de 2022 | 1.480 | 19% | – | 10% | 3% | 4% | – | – | – | – | 63% | 9% |    |    |    |  |     |    |
| Genial/Quaest                   | 2–5 de julho de 2022 | 1.480 | 15% | – | 35% | 16% | 10% | – | – | – | | 24% | 19% |    |    |    |  |     |    |
| Instituto F5Atualiza Dados      | 13–16 de junho de 2022 | 1.560 | 12,8% | 1,6% | 3,8% | 5,6% | 2,1% | 18,5% | 2,5% | 0,9% | 1,8% | 50,4% | 5,7% |    |    |    |  |     |    |
| DataTempo                       | 27 de maio–1 de junho de 2022 | 2.000 | 11,6% | 5,4% | 4,2% | 4,8% | 1,8% | 24,8% | – | – | 5,4% | 47,3% | 13,2% |    |    |    |  |     |    |
| Real TimeBig Data               | 27–28 de maio de 2022 | 1.500 | 12% | – | 7% | 3% | 1% | 16% | – | 7% | 1% | 53% | 4% |    |    |    |  |     |    |
| Real TimeBig Data               | 27–28 de maio de 2022 | 1.500 | 14% | – | 9% | 4% | 2% | – | – | 7% | 2% | 62% | 5% |    |    |    |  |     |    |
| 25 de maio de 2022              | Reginaldo Lopes desiste de su precandidatura al Senado Federal. | Reginaldo Lopes desiste de su precandidatura al Senado Federal. | Reginaldo Lopes desiste de su precandidatura al Senado Federal. | Reginaldo Lopes desiste de su precandidatura al Senado Federal. | Reginaldo Lopes desiste de su precandidatura al Senado Federal. | Reginaldo Lopes desiste de su precandidatura al Senado Federal. | Reginaldo Lopes desiste de su precandidatura al Senado Federal. | Reginaldo Lopes desiste de su precandidatura al Senado Federal. | Reginaldo Lopes desiste de su precandidatura al Senado Federal. | Reginaldo Lopes desiste de su precandidatura al Senado Federal. | Reginaldo Lopes desiste de su precandidatura al Senado Federal. | Reginaldo Lopes desiste de su precandidatura al Senado Federal. | Reginaldo Lopes desiste de su precandidatura al Senado Federal. |    |    |    |  |     |    |
| Encuestadora                    | Fecha | Muestra | Cleitinho PSC | Lopes PT | Silveira PSD | Marcelo PL | Aro PP | Aécio PSDB | Piau MDB | Salabert PDT | Otros | NS/NR | Ventaja |    |    |    |  |     |    |
| Encuestadora                    | Fecha | Muestra | | | | | | | | | Otros | NS/NR | Ventaja |    |    |    |  |     |    |
| Paraná Pesquisas                | 8–13 de maio de 2022 | 1.680 | – | 8,3% | 6,3% | 3,9% | 2,1% | 20,8% | – | 5,3% | – | 53,3% | 12,5% |    |    |    |  |     |    |
| Paraná Pesquisas                | 8–13 de maio de 2022 | 1.680 | – | 9,2% | 8,1% | 5,6% | 4,9% | – | – | – | – | 72,2% | 1,1% |    |    |    |  |     |    |
| Quaest/Genial                   | 7–10 de maio de 2022 | 1.480 | 17% | 9% | 8% | 5% | 2% | – | – | – | – | 59% | 8% |    |    |    |  |     |    |
| Quaest/Genial                   | 7–10 de maio de 2022 | 1.480 | – | – | 13% | 8% | 5% | – | – | – | – | 74% | 5% |    |    |    |  |     |    |
| Quaest/Genial                   | 7–10 de maio de 2022 | 1.480 | – | 12% | – | 10% | 7% | – | – | – | – | 71% | 2% |    |    |    |  |     |    |
| Quaest/Genial                   | 7–10 de maio de 2022 | 1.480 | – | 10% | 10% | 8% | 5% | – | – | – | – | 68% | Empate |    |    |    |  |     |    |
| 31 de março de 2022             | Cleitinho Azevedo deja Cidadania y se une al Partido Social Cristiano (PSC). | Cleitinho Azevedo deja Cidadania y se une al Partido Social Cristiano (PSC). | Cleitinho Azevedo deja Cidadania y se une al Partido Social Cristiano (PSC). | Cleitinho Azevedo deja Cidadania y se une al Partido Social Cristiano (PSC). | Cleitinho Azevedo deja Cidadania y se une al Partido Social Cristiano (PSC). | Cleitinho Azevedo deja Cidadania y se une al Partido Social Cristiano (PSC). | Cleitinho Azevedo deja Cidadania y se une al Partido Social Cristiano (PSC). | Cleitinho Azevedo deja Cidadania y se une al Partido Social Cristiano (PSC). | Cleitinho Azevedo deja Cidadania y se une al Partido Social Cristiano (PSC). | Cleitinho Azevedo deja Cidadania y se une al Partido Social Cristiano (PSC). | Cleitinho Azevedo deja Cidadania y se une al Partido Social Cristiano (PSC). | Cleitinho Azevedo deja Cidadania y se une al Partido Social Cristiano (PSC). | Cleitinho Azevedo deja Cidadania y se une al Partido Social Cristiano (PSC). |    |    |    |  |     |    |
| Encuestadora                    | Fecha | Muestra | Cleitinho Cidadania | Lopes PT | Marcelo PL | Melles DEM | Silveira PSD | Julvan MDB | Salabert PDT | Aro PP | Otros | NS/NR | Ventaja |    |    |    |  |     |    |
| Encuestadora                    | Fecha | Muestra | | | | | | | | | Otros | NS/NR | Ventaja |    |    |    |  |     |    |
| Itatiata / Instituto Ver        | 14–17 de abril de 2022 | 1.500 | 14% | 10% | 4% | – | 5% | – | – | 3% | – | 64% | 4% |    |    |    |  |     |    |
| Quaest/Genial                   | 11–16 de março de 2022 | 1.480 | 13% | 10% | 4% | – | 8% | 1% | 6% | 2% | – | 56% | 3% |    |    |    |  |     |    |
| Quaest/Genial                   | 11–16 de março de 2022 | 1.480 | 18% | – | 7% | – | 10% | 3% | – | – | – | 62% | 8% |    |    |    |  |     |    |
| Quaest/Genial                   | 11–16 de março de 2022 | 1.480 | 18% | 12% | 8% | – | – | 4% | – | – | – | 58% | 6% |    |    |    |  |     |    |
| Real Time Big Data              | 12–15 de março de 2022 | 1.500 | – | 13% | 6% | – | 2% | 1% | 3% | – | – | 75% | 7% |    |    |    |  |     |    |
| F5/EM                           | 14–17 de fevereiro de 2022 | 1.560 | 10,3% | 8,3% | 3,2% | 2,9% | 2,7% | 2,4% | 1,9% | 1,3% | – | 67% | 2% |    |    |    |  |     |    |
| 3 de fevereiro de 2022          | Antonio Anastasia toma posesión como ministro de Tribunal de Cuentas de la Unión (TCU). | Antonio Anastasia toma posesión como ministro de Tribunal de Cuentas de la Unión (TCU). | Antonio Anastasia toma posesión como ministro de Tribunal de Cuentas de la Unión (TCU). | Antonio Anastasia toma posesión como ministro de Tribunal de Cuentas de la Unión (TCU). | Antonio Anastasia toma posesión como ministro de Tribunal de Cuentas de la Unión (TCU). | Antonio Anastasia toma posesión como ministro de Tribunal de Cuentas de la Unión (TCU). | Antonio Anastasia toma posesión como ministro de Tribunal de Cuentas de la Unión (TCU). | Antonio Anastasia toma posesión como ministro de Tribunal de Cuentas de la Unión (TCU). | Antonio Anastasia toma posesión como ministro de Tribunal de Cuentas de la Unión (TCU). | Antonio Anastasia toma posesión como ministro de Tribunal de Cuentas de la Unión (TCU). | Antonio Anastasia toma posesión como ministro de Tribunal de Cuentas de la Unión (TCU). | Antonio Anastasia toma posesión como ministro de Tribunal de Cuentas de la Unión (TCU). | Antonio Anastasia toma posesión como ministro de Tribunal de Cuentas de la Unión (TCU). |    |    |    |  |     |    |
| Encuestadora                    | Fecha | Muestra | Anastasia PSD | Cleitinho Cidadania | Lopes PT | Marcelo PL | Melles DEM | Silveira PSD | Julvan MDB | Salabert PDT | Otros | NS/NR | Ventaja |    |    |    |  |     |    |
| Encuestadora                    | Fecha | Muestra | | | | | | | | | Otros | NS/NR | Ventaja |    |    |    |  |     |    |
| DataTempo/CP2                   | 26 de novembro–1 de dezembro de 2021 | 1.404 | 28,9% | – | 7,3% | 1,6% | – | 2,1% | – | – | 9,7% | 50,3% | 19,2% |    |    |    |  |     |    |
| Real Time Big Data              | 21–22 de setembro de 2021 | 1.000 | 18% | – | – | 2% | – | – | – | – | 11% | 69% | 7% |    |    |    |  |     |    |

## Resultados

### Gobernador
| Candidatos                                                                        | Candidatos                | Candidatos                 | Votos      | %      |
| Gobernador/a                                                                      | Gobernador/a              | Vicegobernador/a           | Votos      | %      |
| --------------------------------------------------------------------------------- | ------------------------- | -------------------------- | ---------- | ------ |
|                                                                                   | Romeu Zema (NOVO)         | Professor Mateus (NOVO)    | 6,094,136  | 56,18  |
|                                                                                   | Alexandre Kalil (PSD)     | André Quintão (PT)         | 3,805,182  | 35,08  |
|                                                                                   | Carlos Viana (PL)         | Coronel Wanderley (REP)    | 783,800    | 7,23   |
|                                                                                   | Marcus Pestana (PSDB)     | Paulo Brant (PSDB)         | 60,637     | 0,56   |
|                                                                                   | Lorene Figueiredo (PSOL)  | Ana Azevedo (PSOL)         | 44,898     | 0,41   |
|                                                                                   | Cabo Tristão (PMB)        | Antônio Otávio (PMB)       | 15,774     | 0,15   |
|                                                                                   | Indira Xavier (UP)        | Edna da Izidora (UP)       | 15,604     | 0,14   |
|                                                                                   | Renata Regina (PCB)       | Tuani Guimarães (PCB)      | 12,514     | 0,12   |
|                                                                                   | Vanessa Portugal (PSTU)   | Jordano Metalúrgico (PSTU) | 12,009     | 0,11   |
|                                                                                   | Lourdes Francisco (PCO)   | Sebastião Pessoa (PCO)     | 2,012      | 0,02   |
|                                                                                   |                           |                            |            |        |
| Votos válidos                                                                     | Votos válidos             | Votos válidos              | 10,844,554 | 85,79  |
| Votos nulos                                                                       | Votos nulos               | Votos nulos                | 1,089,431  | 8,62   |
| Votos en blanco                                                                   | Votos en blanco           | Votos en blanco            | 707,694    | 5,59   |
| Total                                                                             | Total                     | Total                      | 12,643,691 | 100,00 |
| Registrados/Participación                                                         | Registrados/Participación | Registrados/Participación  | 16,271,013 | 77,71  |
|                                                                                   |                           |                            |            |        |
| Fuente: Justiça Eleitoral Archivado el 2 de noviembre de 2022 en Wayback Machine. |                           |                            |            |        |

### Senador Federal
| Candidato                                                                         | Candidato                 | Partido                   | Votos      | %      |
| --------------------------------------------------------------------------------- | ------------------------- | ------------------------- | ---------- | ------ |
|                                                                                   | Cleitinho Azevedo         | 'PSC'                     | 4,268,193  | 41,52  |
|                                                                                   | Alexandre Silveira        | PSD                       | 3,679,392  | 35,79  |
|                                                                                   | Marcelo Aro               | PP                        | 2,025,573  | 19,70  |
|                                                                                   | Sara Azevedo              | PSOL                      | 113,304    | 1,10   |
|                                                                                   | Bruno Miranda             | PDT                       | 105,650    | 1,03   |
|                                                                                   | Altamiro Alves            | PTB                       | 47,018     | 0,46   |
|                                                                                   | Dirlene Marques           | PSTU                      | 37,317     | 0,36   |
|                                                                                   | Naomi de Almeida          | PCO                       | 3,229      | 0,03   |
|                                                                                   |                           |                           |            |        |
| Votos válidos                                                                     | Votos válidos             | Votos válidos             | 10,279,676 | 81,30  |
| Votos nulos                                                                       | Votos nulos               | Votos nulos               | 1,319,017  | 10,43  |
| Votos en blanco                                                                   | Votos en blanco           | Votos en blanco           | 1,044,998  | 8,27   |
| Total                                                                             | Total                     | Total                     | 12,643,691 | 100,00 |
| Registrados/Participación                                                         | Registrados/Participación | Registrados/Participación | 16,271,013 | 77,71  |
|                                                                                   |                           |                           |            |        |
| Fuente: Justiça Eleitoral Archivado el 2 de noviembre de 2022 en Wayback Machine. |                           |                           |            |        |

### Diputados federales electos
Se enumeran los 53 candidatos electos para el cargo de diputado federal por el estado de Minas Gerais que asumirán el mandato en la Cámara de Diputados el 1 de febrero de 2023. El concejal bolsonarista y youtuber Nikolas Ferreira fue el candidato más votado del país en las elecciones de 2022 y en la historia de Minas Gerais con 1,4 millones de votos.
| Diputados federales electos | Partido       | Votos     | Ciudad de orgien          | Estado         |
| --------------------------- | ------------- | --------- | ------------------------- | -------------- |
| Nikolas Ferreira            | PL            | 1.492.047 | Belo Horizonte            | Minas Gerais   |
| André Janones               | Avante        | 238.967   | Ituiutaba                 | Minas Gerais   |
| Duda Salabert               | PDT           | 208.332   | Belo Horizonte            | Minas Gerais   |
| Reginaldo Lopes             | PT            | 196.760   | Bom Sucesso               | Minas Gerais   |
| Rogério Correia             | PT            | 185.918   | Belo Horizonte            | Minas Gerais   |
| Diego Andrade               | PSD           | 170.181   | Belo Horizonte            | Minas Gerais   |
| Fred Costa                  | Patriota      | 158.453   | Belo Horizonte            | Minas Gerais   |
| Zé Vitor                    | PL            | 152.748   | Araguari                  | Minas Gerais   |
| Misael Varella              | PSD           | 149.398   | Muriaé                    | Río de Janeiro |
| Rafael Simões               | UNIÃO         | 144.924   | Pouso Alegre              | Minas Gerais   |
| Pinheirinho                 | PP            | 136.575   | Belo Horizonte            | Minas Gerais   |
| Paulo Guedes                | PT            | 134.494   | Itacarambi                | Minas Gerais   |
| Odair Cunha                 | PT            | 129.146   | Piedade                   | São Paulo      |
| Weliton Prado               | PROS          | 126.214   | Uberlândia                | São Paulo      |
| Gilberto Abramo             | Republicanos  | 123.370   | Porto Ferreira            | São Paulo      |
| Hercílio Coelho Diniz       | MDB           | 122.819   | Governador Valadares      | Minas Gerais   |
| Rodrigo de Castro           | UNIÃO         | 122.571   | Viçosa                    | Minas Gerais   |
| Emidinho Madeira            | PL            | 119.101   | Nova Resende              | Minas Gerais   |
| Greyce Elias                | Avante        | 110.346   | Patrocínio                | Minas Gerais   |
| Luis Tibé                   | Avante        | 107.523   | Patrocínio                | Minas Gerais   |
| Paulo Abi-Ackel             | PSDB          | 105.383   | Belo Horizonte            | Minas Gerais   |
| Newton Cardoso Júnior       | MDB           | 103.056   | Belo Horizonte            | Minas Gerais   |
| Euclydes Pettersen          | PSC           | 101.892   | Governador Valadares      | Minas Gerais   |
| Célia Xakriabá              | PSOL          | 101.154   | Itacarambi                | Minas Gerais   |
| Bruno Farias                | Avante        | 97.246    | Belo Horizonte            | Minas Gerais   |
| Stefano Aguiar              | PSD           | 96.503    | Belo Horizonte            | Minas Gerais   |
| Dimas Fabiano               | PP            | 96.395    | Macaé                     | Río de Janeiro |
| Domingos Sávio              | PL            | 90.236    | São Tiago                 | Minas Gerais   |
| Pedro Aihara                | Patriota      | 89.404    | Sabará                    | Minas Gerais   |
| Patrus Ananias              | PT            | 87.893    | Bocaiuva                  | Minas Gerais   |
| Zé Silva                    | Solidariedade | 86.042    | Iturama                   | Minas Gerais   |
| Dandara                     | PT            | 86.034    | Uberlândia                | Minas Gerais   |
| Padre João                  | PT            | 85.718    | Urucânia                  | Minas Gerais   |
| Aécio Neves                 | PSDB          | 85.341    | Belo Horizonte            | Minas Gerais   |
| Dr. Frederico               | Patriota      | 84.771    | Teresópolis               | Río de Janeiro |
| Miguel Ângelo               | PT            | 84.173    | Belo Horizonte            | Minas Gerais   |
| Maurício Souza              | PL            | 83.396    | Iturama                   | Minas Gerais   |
| Delegado Marcelo Freitas    | UNIÃO         | 82.894    | Montes Claros             | Minas Gerais   |
| Leonardo Monteiro           | PT            | 81.008    | Governador Valadares      | Minas Gerais   |
| Ana Paula Junqueira         | PP            | 77.990    | Varginha                  | Minas Gerais   |
| Eros Biondini               | PL            | 77.900    | Belo Horizonte            | Minas Gerais   |
| Igor Timo                   | PODE          | 74.465    | Virgem da Lapa            | Minas Gerais   |
| Ana Pimentel                | PT            | 72.698    | Congonhas                 | Minas Gerais   |
| Mário Heringer              | PDT           | 68.717    | Manhumirim                | Minas Gerais   |
| Lafayette Andrada           | Republicanos  | 68.677    | Belo Horizonte            | Minas Gerais   |
| Luiz Fernando               | PSD           | 68.550    | Santos Dumont             | Minas Gerais   |
| Nely Aquino                 | PODE          | 66.866    | São Sebastião do Maranhão | Maranhão       |
| Samuel Viana                | PL            | 62.704    | Belo Horizonte            | Minas Gerais   |
| Cabo Junio Amaral           | PL            | 59.297    | Belo Horizonte            | Minas Gerais   |
| Delegada Ione Barbosa       | Avante        | 52.630    | Juiz de Fora              | Minas Gerais   |
| Lincoln Portela             | PL            | 42.328    | Belo Horizonte            | Minas Gerais   |
| Rosângela Reis              | PL            | 42.009    | Mesquita                  | Minas Gerais   |
| Marcelo Álvaro Antônio      | PL            | 31.025    | Belo Horizonte            | Minas Gerais   |

#### Por Partido/Federación
| N.º                       | Partido                                                 | Votos      | %      | Escaños | ±           |
| ------------------------- | ------------------------------------------------------- | ---------- | ------ | ------- | ----------- |
| 22                        | Partido Liberal (PL)                                    | 2.386.944  | 21,13  | 11      | 10          |
| 13                        | Partido de los Trabajadores (PT)                        | 1.587.693  | 14,17  | 10      | 2           |
| 70                        | Avante (AVANTE)                                         | 924.208    | 8,25   | 5       | 2           |
| 55                        | Partido Social Democrático (PSD)                        | 766.629    | 6,84   | 4       | 1           |
| 44                        | Unión Brasil (UNIÃO)                                    | 669.745    | 5,98   | 3       | 4           |
| 11                        | Progresistas (PP)                                       | 655.458    | 5,85   | 3       | 1           |
| 51                        | Patriota (PATRI)                                        | 543.201    | 4,85   | 3       | 1           |
| 12                        | Partido Democrático Laborista (PDT)                     | 428.566    | 3,83   | 2       | Sin cambios |
| 15                        | Movimento Democrático Brasileiro (MDB)                  | 403.038    | 3,60   | 2       | 2           |
| 10                        | Republicanos (REP)                                      | 371.939    | 3,32   | 2       | Sin cambios |
| 19                        | Podemos (PODE)                                          | 368.900    | 3,29   | 2       | 1           |
| 45                        | Partido de la Social Democracia Brasileña (PSDB)        | 314.097    | 2,80   | 2       | 3           |
| 20                        | Partido Social Cristiano (PSC)                          | 259.595    | 2,32   | 1       | Sin cambios |
| 50                        | Partido Socialismo y Libertad (PSOL)                    | 204.915    | 1,83   | 1       | Sin cambios |
| 90                        | Partido Republicano de Orden Social (PROS)              | 189.237    | 1,69   | 1       | 1           |
| 30                        | Partido Nuevo (NOVO)                                    | 185.099    | 1,65   | 0       | 2           |
| 77                        | Solidaridad (SD)                                        | 181.577    | 1,62   | 1       | Sin cambios |
| 43                        | Partido Verde (PV)                                      | 151.910    | 1,36   | 0       | Sin cambios |
| 14                        | Partido Laborista Brasileiro (PTB)                      | 133.242    | 1,19   | 0       | Sin cambios |
| 40                        | Partido Socialista Brasileiro (PSB)                     | 110.298    | 0,98   | 0       | 3           |
| 18                        | Red de Sostenibilidad (REDE)                            | 107.345    | 0,96   | 0       | Sin cambios |
| 33                        | Partido de la Movilización Nacional (PMN)               | 84.938     | 0,76   | 0       | Sin cambios |
| 23                        | Ciudadanía (Cidadania)                                  | 78.386     | 0,70   | 0       | Sin cambios |
| 65                        | Partido Comunista de Brasil (PCdoB)                     | 39.658     | 0,35   | 0       | Sin cambios |
| 23                        | Partido Comunista Brasileño (PCB)                       | 31.514     | 0,28   | 0       | Sin cambios |
| 28                        | Partido Renovador Laborista Brasileño (PRTB)            | 20.453     | 0,18   | 0       | Sin cambios |
| 36                        | Actuar (AGIR-36)                                        | 6.537      | 0,06   | 0       | Sin cambios |
| 27                        | Democracia Cristiana (DC)                               | 4.808      | 0,04   | 0       | Sin cambios |
| 16                        | Partido Socialista de los Trabajadores Unificado (PSTU) | 4.551      | 0,04   | 0       | Sin cambios |
| 80                        | Unidad Popular (UP)                                     | 4.523      | 0,04   | 0       | Sin cambios |
| 35                        | Partido de la Mujer Brasileña (PMB)                     | 3.034      | 0,03   | 0       | Sin cambios |
| 29                        | Partido de la Causa Obrera (PCO)                        | 734        | 0,01   | 0       | Sin cambios |
|                           |                                                         |            |        |         |             |
| Votos válidos             | Votos válidos                                           | 11.201.227 | 88,59  |         |             |
| Votos en blanco           | Votos en blanco                                         | 843.986    | 6,68   |         |             |
| Votos nulos               | Votos nulos                                             | 598.478    | 4,73   |         |             |
| Total                     | Total                                                   | 12.643.691 | 100,00 | 53      | Sin cambios |
| Registrados/Participación | Registrados/Participación                               | 16.271.013 | 77,71  |         |             |

### Diputados estatales electos
| N.º                       | Partido                                                 | Votos      | %      | Escaños | ±           |
| ------------------------- | ------------------------------------------------------- | ---------- | ------ | ------- | ----------- |
| 13                        | Partido de los Trabajadores (PT)                        | 1.549.610  | 13,92  | 12      | 2           |
| 22                        | Partido Liberal (PL)                                    | 1.306.781  | 11,79  | 9       | 7           |
| 55                        | Partido Social Democrático (PSD)                        | 1.144.093  | 10,32  | 9       | 5           |
| 11                        | Progresistas (PP)                                       | 833.221    | 7,52   | 6       | 5           |
| 10                        | Republicanos (REP)                                      | 477.954    | 4,31   | 3       | Sin cambios |
| 44                        | Unión Brasil (UNIÃO)                                    | 451.748    | 4,08   | 3       | 4           |
| 70                        | Avante (AVANTE)                                         | 449.165    | 4,05   | 3       | 1           |
| 20                        | Partido Social Cristiano (PSC)                          | 433.134    | 3,91   | 3       | Sin cambios |
| 43                        | Partido Verde (PV)                                      | 407.441    | 3,68   | 4       | 1           |
| 30                        | Partido Nuevo (NOVO)                                    | 377.651    | 3,41   | 2       | 1           |
| 51                        | Patriota (PATRI)                                        | 371.263    | 3,35   | 3       | 1           |
| 33                        | Partido de la Movilización Nacional (PMN)               | 369.549    | 3,33   | 3       | 3           |
| 15                        | Movimento Democrático Brasileiro (MDB)                  | 315.679    | 2,85   | 2       | 5           |
| 12                        | Partido Democrático Laborista (PDT)                     | 313.735    | 2,83   | 2       | Sin cambios |
| 45                        | Partido de la Social Democracia Brasileña (PSDB)        | 299.427    | 2,70   | 1       | 6           |
| 18                        | Red de Sostenibilidad (REDE)                            | 289.675    | 2,61   | 2       | 1           |
| 23                        | Ciudadanía (Cidadania)                                  | 254.436    | 2,30   | 3       | 2           |
| 40                        | Partido Socialista Brasileiro (PSB)                     | 237.429    | 2,14   | 1       | Sin cambios |
| 90                        | Partido Republicano de Orden Social (PROS)              | 219.118    | 1,98   | 1       | Sin cambios |
| 27                        | Democracia Cristiana (DC)                               | 211.746    | 1,91   | 1       | Sin cambios |
| 19                        | Podemos (PODE)                                          | 192.444    | 1,74   | 1       | 1           |
| 77                        | Solidaridad (SD)                                        | 154.615    | 1,39   | 1       | 1           |
| 50                        | Partido Socialismo y Libertad (PSOL)                    | 136.262    | 1,23   | 1       | 1           |
| 65                        | Partido Comunista de Brasil (PCdoB)                     | 115.403    | 1,04   | 1       | Sin cambios |
| 14                        | Partido Laborista Brasileiro (PTB)                      | 79.904     | 0,72   | 0       | Sin cambios |
| 35                        | Partido de la Mujer Brasileña (PMB)                     | 37.832     | 0,34   | 0       | Sin cambios |
| 28                        | Partido Renovador Laborista Brasileño (PRTB)            | 29.151     | 0,26   | 0       | 1           |
| 23                        | Partido Comunista Brasileño (PCB)                       | 9.675      | 0,09   | 0       | Sin cambios |
| 80                        | Unidad Popular (UP)                                     | 9.228      | 0,08   | 0       | Sin cambios |
| 36                        | Actuar (AGIR-36)                                        | 6.537      | 0,06   | 0       | Sin cambios |
| 16                        | Partido Socialista de los Trabajadores Unificado (PSTU) | 5.815      | 0,05   | 0       | Sin cambios |
| 29                        | Partido de la Causa Obrera (PCO)                        | 789        | 0,01   | 0       | Sin cambios |
|                           |                                                         |            |        |         |             |
| Votos válidos             | Votos válidos                                           | 11.083.973 | 87,66  |         |             |
| Votos en blanco           | Votos en blanco                                         | 930.918    | 7,37   |         |             |
| Votos nulos               | Votos nulos                                             | 628.800    | 4,97   |         |             |
| Total                     | Total                                                   | 12.643.691 | 100,00 | 77      | Sin cambios |
| Registrados/Participación | Registrados/Participación                               | 16.271.013 | 77,71  |         |             |